# Tiina Lehtola
Tiina Lehtola (ur. 3 sierpnia 1962) – fińska piłkarka i skoczkini narciarska.
Lehtola w latach 1970–1981 uprawiała skoki narciarskie. Trenowała wspólnie z chłopcami, w rywalizacji z nimi do kategorii do lat 16 osiągając stosunkowo dobre wyniki – później jednak, za sprawą różnic w budowie fizycznej, zaczęła osiągać słabsze rezultaty od swoich rówieśników. W swojej karierze wystąpiła między innymi w rywalizacji juniorskiej w ramach igrzysk narciarskich w Lahti. 29 marca 1981 na skoczni Rukatunturi ustanowiła nieoficjalny rekord świata w długości skoku narciarskiego kobiet, uzyskując odległość 110 metrów. Wynik ten był pierwszym w historii skokiem kobiety na odległość ponad 100 metrów (poprzednia rekordzistka, Norweżka Anita Wold, uzyskała 97,5 metra). Rekordowa próba była jednocześnie ostatnią w karierze Lehtoli. Jej wynik został poprawiony w 1989 roku przez Norweżkę Merete Kristiansen, która uzyskała wówczas wynik lepszy o metr (111 m).
Po uzyskaniu rekordu świata i zakończeniu kariery skoczkini narciarskiej Lehtola z sukcesami uprawiała piłkę nożną. W sumie w latach 1983–1991 28 razy wystąpiła w piłkarskiej reprezentacji Finlandii (w jej barwach zagrała między innymi w kwalifikacjach do Mistrzostw Europy w Piłce Nożnej Kobiet 1989), a w 1988 została wybrana przez Suomen Palloliitto najlepszą fińską piłkarką roku. W czasie swojej kariery reprezentowała fińskie zespóły Lahden Sampo i HJK Helsinki oraz szwedzki klub AIK Fotboll.